# Mikojan-Gurewitsch MiG-110
Die Mikojan-Gurewitsch MiG-110 (russisch РСК МиГ-110) war der Entwurf eines geplanten russischen Passagier-/Frachtflugzeugs, dessen Entwicklung 1995 begann. Es wäre ein freitragender Schulterdecker mit Doppelleitwerksträger und einer Heckklappe geworden. Die beiden Seitenleitwerke sollten mit einem hochgesetzten Höhenleitwerk verbunden werden. Der trapezförmige invertierte Knickflügel verlief zunächst bis zu den Triebwerksgondeln in negativer V-Stellung, von den Gondeln zu den in Winglets endenden Flügelspitzen gerade. Als Antrieb waren zwei Klimow-TW7-117-Propellerturbinen vorgesehen.

## Entwicklung
Die Geschichte der MiG-110 reicht bis in das Jahr 1995 zurück. Es waren verschiedene Versionen vorgesehen, darunter eine Version als Transportflugzeug und eine Variante für ein Regionalverkehrsflugzeug mit einer Kapazität von 49 Passagieren. Die militärische Transportversion konnte sich 1999 und 2003 in zwei Wettbewerben des russischen Verteidigungsministeriums nicht gegen die Iljuschin Il-114 und Suchoi Su-80 durchsetzen. Die MiG-110 hätte den veröffentlichten Grafiken zufolge eine nach oben öffnende Heckklappe und eine absenkbare Rampe erhalten. Von der MiG-110 wurde lediglich ein 1:1-Mock-up gebaut, es kam nicht zum Bau eines Prototyps.

## Geplante Versionen
- MiG-110N – zivile Passagierversion[1]
- MiG-110NP – paramilitärische Version
- MiG-110M – kombinierte Passagier- / Frachtversion mit Allwetter- und STOL-Fähigkeit. Für den Export waren westliche Triebwerke und Avionik vorgesehen.[1]
- MiG-110A – Version für Gemeinschaftsprojekt und Produktion in Österreich.[3]
- MiG-110WT – Version für die russischen Luftstreitkräfte.[1]
- MiG-110PR – Aufklärungs- und Rettungsversion.[1]

## Technische Daten
| Kenngröße             | Daten MiG-110M                                          |
| --------------------- | ------------------------------------------------------- |
| Besatzung             | 2                                                       |
| Passagiere            | 49                                                      |
| Länge                 | 18,9 m                                                  |
| Spannweite            | 25,0 m                                                  |
| Höhe                  | 5,4 m                                                   |
| Flügelfläche          |                                                         |
| Flügelstreckung       |                                                         |
| Frachtraumlänge       | 7,4 m                                                   |
| Frachtraumbreite      | 2,2 m                                                   |
| Frachtraumhöhe        | 2,2 m                                                   |
| Nutzlast              | 5.500 kg                                                |
| Leermasse             |                                                         |
| max. Startmasse       | 15.300 kg                                               |
| Reisegeschwindigkeit  | 500 km/h                                                |
| Höchstgeschwindigkeit |                                                         |
| Reiseflughöhe         | 11.000 m                                                |
| Reichweite            | 4.050 km                                                |
| Triebwerke            | 2 × Turboprop Klimow TW7-117 mit je 2.500 PS (1.839 kW) |